# Die Hure
Die Hure (englischer Titel Whore) ist ein US-amerikanisches Filmdrama aus dem Jahr 1991 von Ken Russell, der auch Co-Autor des Drehbuchs nach einer Vorlage von David Hines war.

## Handlung
Eine Straßendirne in Los Angeles erzählt Anekdoten aus ihrem von Ausbeutung und Gewalt bestimmten Leben. Der Film wechselt zwischen Straßenszenen, die ihre deprimierenden Erlebnisse mit Freiern zeigen, und Rückblenden, in denen Episoden aus ihrer Vergangenheit den Weg in die Prostitution nachzeichnen. So etwa ein Dinner in einem französischen Restaurant mit ihrem Zuhälter, dessen falsche Kultiviertheit peinlicher wirkt als ihre Unkenntnis im Umgang mit den Regeln der Edelgastronomie. Dann eine Reminiszenz an ihren ersten „Geschäftsabschluss“, ihre Zeit als Hausfrau und Domina oder die Brutalität von Freiern. Ihr Wahlspruch lautet: „Ich mach nichts Schmutziges“, womit sie bestimmte Sexualpraktiken meint. Das einzige Buch in ihrem Leben ist Farm der Tiere von George Orwell. Von einer Freundin lernt sie, Scrabble zu spielen; als erstes legt sie daraufhin das Wort „Würde“. Ihr Zuhälter wirft den Roman ins Feuer und spricht im weiteren Verlauf ausführlich über seine sozialdarwinistische Weltsicht. Seine Worte richtet er direkt an den Zuschauer, indem er sich unmittelbar der Kamera zuwendet, so wie es auch die Prostituierte in den Straßenszenen tut.
Sie lernt den schwarzen obdachlosen Straßenkünstler Rasta kennen, der ihren Zuhälter, von dem er bedroht worden ist, verachtet und konstatiert: „Du müsstest legal sein, dann bräuchte man solche Leute nicht!“ Ihr sarkastischer Humor hilft der Prostituierten zu überleben. Zudem ist da noch ihr sechsjähriger Sohn, der bei einer Pflegefamilie lebt.
In der dramatischen Schlussszene befreit Rasta sie von ihrem gewalttätigen Zuhälter, indem er diesem mit einer Glasscherbe die Kehle durchschneidet.

## Kritiken
- „Der besonders im rüden Dialog das Milieu krass-realistisch beschreibende Film vermeidet weitgehend voyeuristische Perspektiven. Formal bemerkenswert durch eine Bild und Ton meisterhaft verknüpfende Inszenierung und die herausragende Hauptdarstellerin.“ (Lexikon des internationalen Films[1])

- „erstaunlich gradlinig […] Der Film sieht in gewisser Hinsicht billig aus.“ (Vincent Canby: The New York Times[2])

- „ein desillusionierendes, surrealistisches Porträt der Prostitution. Eher hartherzig als Hardcore. Auf einer Ebene todernst, aber nach seinen eigenen rätselhaften Maßstäben auch ein ziemlicher Spaß. […] Das ist der Mann, der uns ‚The Devils‘, ‚Der Biss der Schlangenfrau‘, ‚Gothic‘ und ein Sortiment weiterer zur-Sache Anti-Klassiker bescherte. […] als zähe Darstellerin wird Russell von der eigenen Persönlichkeit durch den Film getragen. Das vielleicht absichtlich haarscharf-daneben-Schauspiel wächst mit dem Zuschauer. Oder er gewöhnt sich zumindest dran. […] Humor unterbricht jeweils die Brutalität, und die Brutalität schlägt wiederum zurück. […] Das Sexgewerbe ist hier geradezu allegorisch banal. […] Es geht noch nicht mal um Sexualität.“ (Desson Howe: Washington Post[3])

- „Anrüchig, ja. Ausbeuterisch, pornographisch, lustig, aber sicher. Aber langweilig? Undenkbar. […] Die meiste Zeit redet Russell frei weg in die Kamera fiese‚ kennst du ja von Oprah‘-Banalitäten, in einer unbeschönigt überspielten Art, wie schlimme Aktricen frisch von der High School, die einen auf Unterschicht machen […] ein aufdringlich anti-erotischer Cartoon […] tumb voll Abneigung“ (Owen Gleiberman: Entertainment Weekly[4])

- „erreicht nicht ganz die wahnsinnigen Höhen von China Blue bei Tag und Nacht […] Theresa Russell ist als Prostituierte kein Stück weniger glamourös als Julia Roberts“ (eFilmCritic.com[5])

- „ein Ein-Schauspieler-Drama“ (rec.arts.movies.reviews[6])

- „Lassen wir es laufen unter ‚Dinge, zu denen man hmmm… sagt‘. […] Russell legt ein seltenes Kunststück hin: er schafft es zugleich schrill und öde zu sein. […] In seiner Gesamtheit ist der Film dabei klar – klar entsetzlich. Wie dem auch sei, ich bleibe bei meinem Job.“ (Hal Hinson: Washington Post[7]) – (File it under „Things that make you go ‘hmmmm…’“)

## Sonstiges
Welturaufführung war am 24. Januar 1991 im Rahmen des Sundance Film Festivals. Am 21. Juni 1991 startete Whore in Großbritannien. In der Bundesrepublik Deutschland hatte der Film am 4. Juli 1991 Premiere, am 27. Januar 1992 kam er auf Video heraus.
Im Umlauf sind Schnittfassungen von 92 Minuten, 85 (NC-17, US-Kinoversion) eine weitere von 85 Minuten und eine von 77. In den Vereinigten Staaten erschien er auch unter dem gemäßigteren Titel If you can’t say it, see it.
Darsteller Antonio Fargas spielte auch den Zuhälter Huggy Bear in der Serie Starsky & Hutch.